# نارا (شهر)

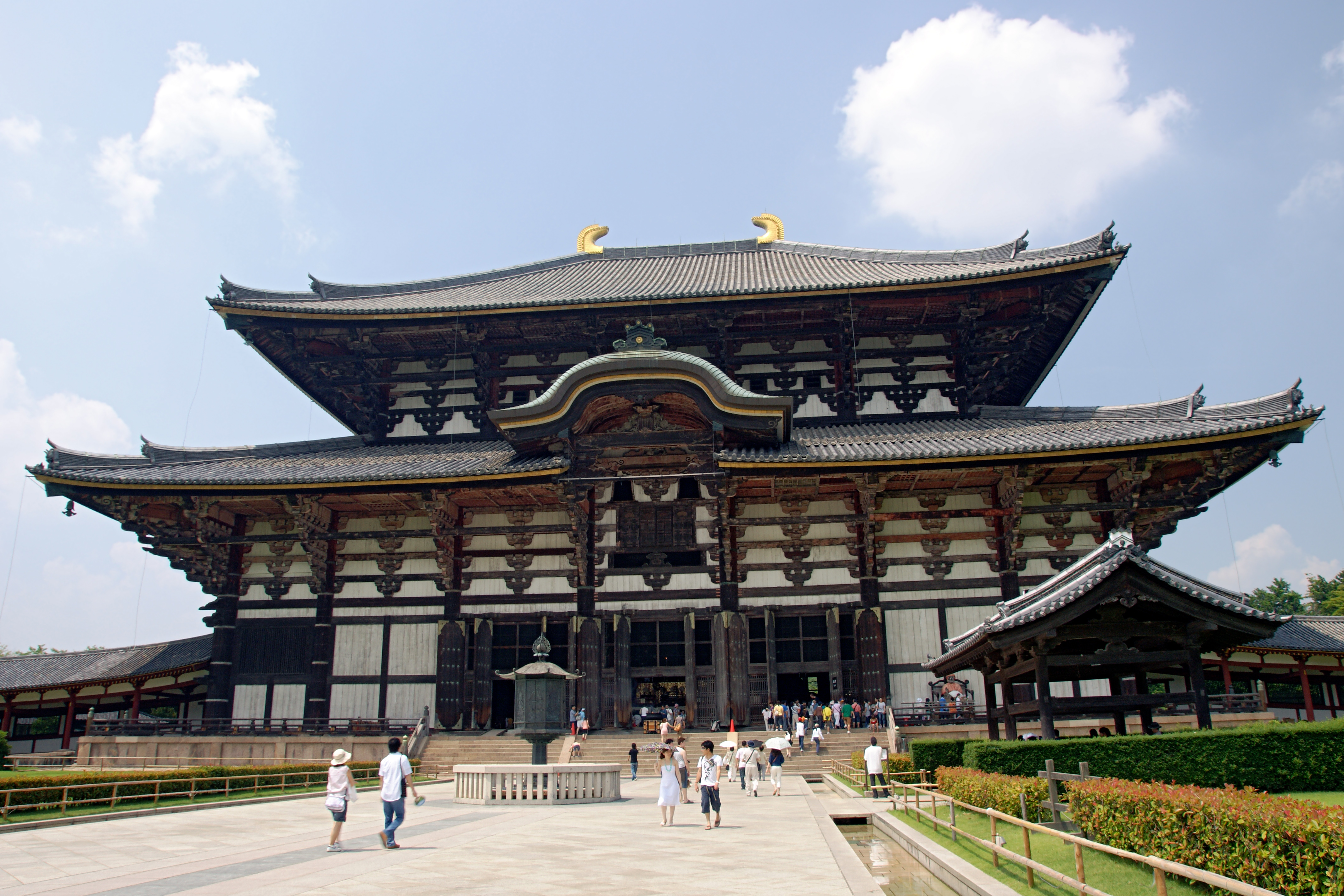
کندو، یکی از اثرهای ثبت‌شده در فهرست یونسکوی نارا

نارا (به ژاپنی: 奈良市, Nara-shi) شهری‌است در ژاپن و مرکز استان نارا. این شهر در ناحیه کان‌سای جای‌دارد. نارا در شمال استان نارا و درست در مرز با استان کیوتو جای‌گرفته‌است. نارا پایتخت کشور ژاپن در بین سال‌های ۷۱۰ و ۷۸۴ میلادی بود.
شماری نیایشگاه و ویرانهٔ کهن در نارا بخش باستانی نارا را می‌سازند که در میراث جهانی یونسکو هم ثبت‌اند.
برپایهٔ سرشماری سال ۲۰۰۵ جمعیت این شهر ۳۷۳٬۱۸۹ تن است.

## تاریخچه
نارا میان سال‌های ۷۱۰ تا ۷۸۴ میلادی پایتخت ژاپن بود. نام نارا نیز در ژاپنی کهن معنای تخت ساخته‌شده را می‌رساند. در ۷۹۴ پایتخت از نارا به هِی‌آن‌کیو جابه‌جا شد، ولی با این همه نیایشگاه‌های نارا اهمیت خود را نگاه داشتند. بدین سبب این شهر لقب پایتخت جنوبی یافت.

## نگارخانه

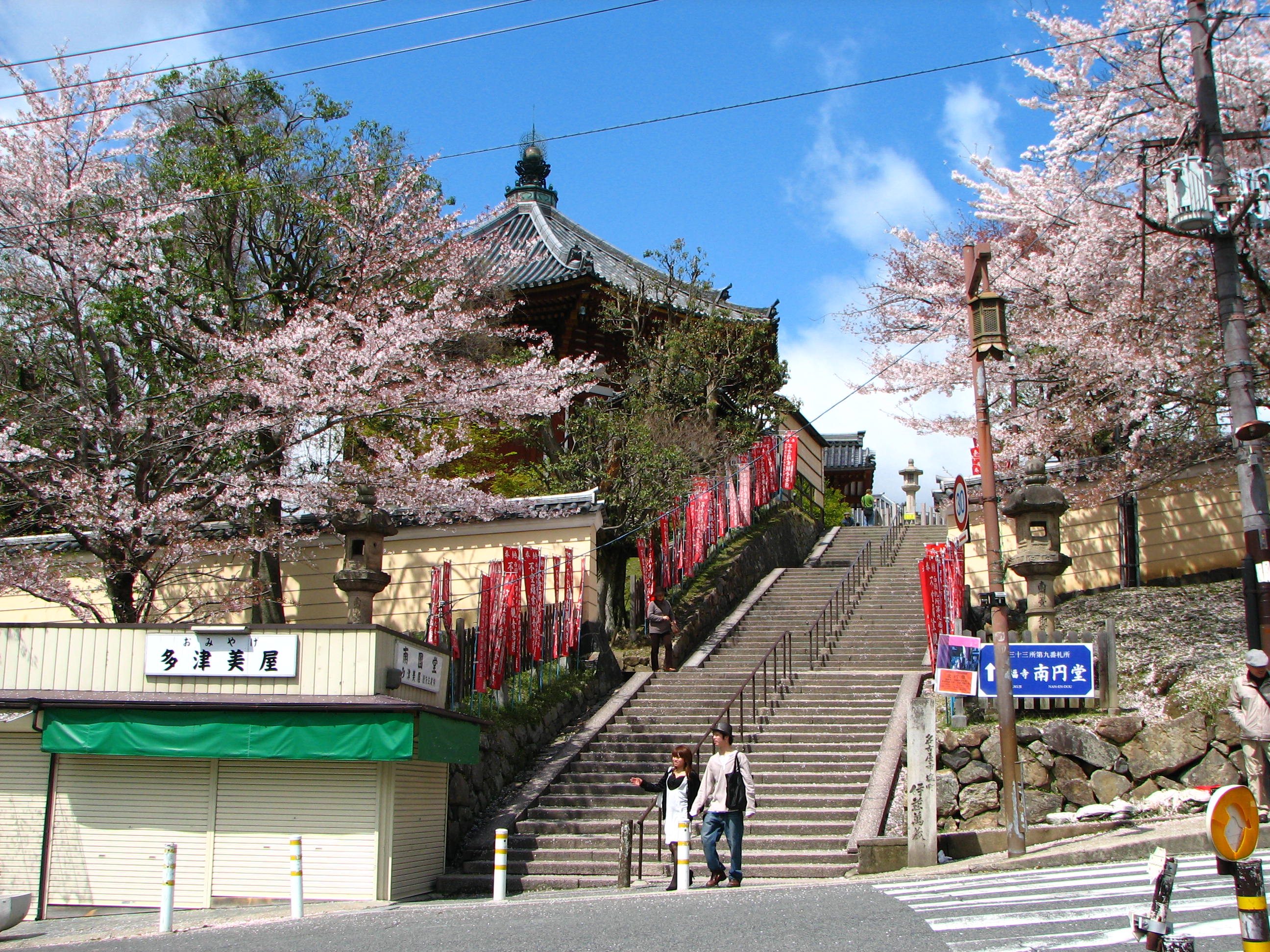
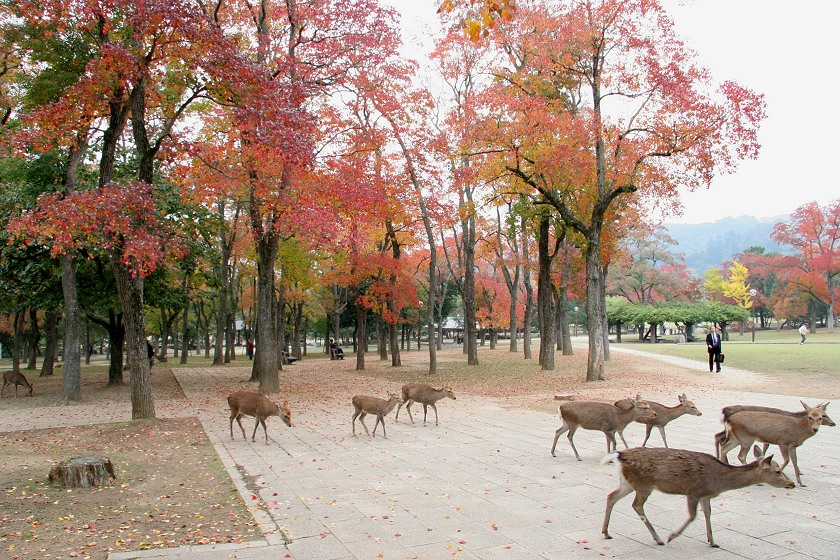

## شهرهای خواهر
- کوری‌یامای فوکویامای ژاپن
- اوباما، فوکویی ژاپن
- دازاییفوی فوکوکای ژاپن
- گیونگجوی کره جنوبی
- شی‌آن چین
- تولدوی اسپانیا
- ورسای فرانسه
- کانبرای استرالیا